# Đớp ruồi rừng rậm ngực xám
Cyornis umbratilis là một loài chim trong họ Muscicapidae.